# William Harvey

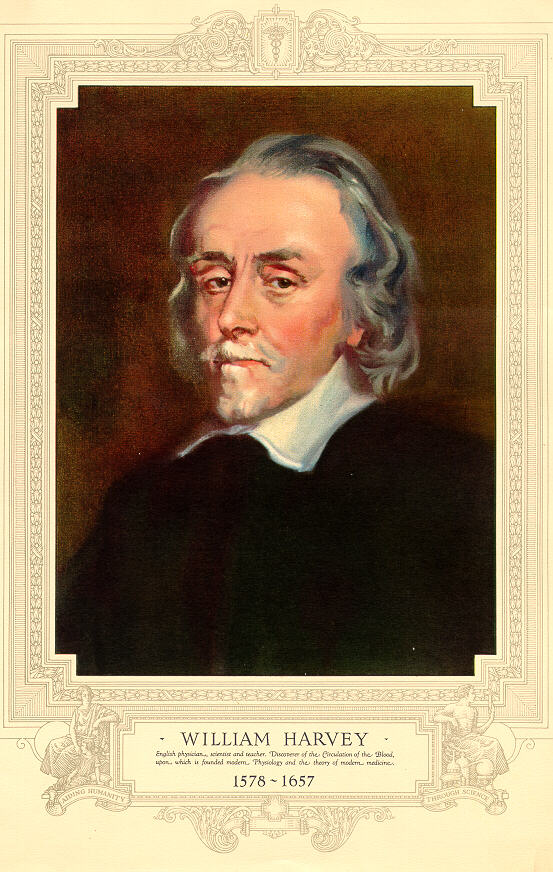
William Harvey.

William Harvey, född 1 april 1578, död 3 juni 1657, var den förste att presentera en modern helhetssyn på blodomloppets funktion. År 1628 publicerades hans berömda bok Exercitatio anatomica de motu cordis et sanguinis in animalibus (On the Motion of the Heart and the blood; Om hjärtats och blodets rörelser).
Han studerade först vid universitetet i Cambridge, därefter medicin vid universitetet i Padua, Italien, för Geronimo Fabricius. 1602 blev han medicine doktor i Pauda och återvände samma år till England, där han 1607 blev medlem av Royal college of physicians och 1609 läkare vid Saint Bertholomew's hospital. Av största betydelse blev Harveys utnämning till lärare i anatomi och fysiologi vid Royal College 1615.
Redan 1616 hade Harvey enligt hans egna manuskript bevarade i British museum börjat föreläsa om blodets kretslopp. 1628 efter otaliga experiment framlade han sina bevis för blodkretsloppet i Exercitatio anatomica de motu cordis et sanguinis in animalibus, en liten skrift på 72 sidor. Arbetet betecknar den experimentella bevisföringes genombrott inom den biologiska vetenskapen. 
På den anatomiska institutionen i Padua hade man ända sedan Andreas Vesalius tid ifrågasatt Galenos tankar om porer i hjärtskiljeväggen och 1553 respektive 1559 hade Miguel Serveto och Realdo Colombo oberoende av varandra upptäckt lilla kretsloppet. Andrea Cesalpino gjorde i ett par filosofiska arbeten spekulativa försök att föra fram tanken på ett kretslopp för blodet, men utan några medicinska bevis för sina tankar.
Harvey baserade sina försök på experiment på djur av olika slag. Hann fann därvid att hjärtats aktiva fas var sammandragningen och att pulsen berodde på artärernas utfyllnad med blod vid hjärtats sammandragning och inte på en i artärerna inneboende rytmisk utvidgning som man tidigare trott. Hann fann också att förmaken drar ihop sig före kamrarna, och att anordningen av hjärtklaffarna tillåter blodet att strömma endast i en bestämd riktning, att den mängd blod, som passera hjärtat under en halv timme, väger lika mycket som kroppen själv och att följaktligen blodet inte kan bildas ur den upptagna näringen. De av hans lärare Fabricius upptäckta venklaffarna spelade en viktig roll i Harveys bevisföring. Själv hade Fabricius, som var bunden av Galenos auktoritet inte insett dessas fysiologiska betydelse utan endast ansett dem ha den uppgiften att förhindra en för stor blodansamling i armar och ben. 
Som exempel på Harveys konstateranden kan nämnas: Om man snörper åt en arm måttligt sväller de ytliga venerna, medan artärpulsen ännu känns. Snörper man åt armen ytterligare försvinner även denna. Om en ven på en underarm tilltrycks med ett finger och man med ett annat finger stryker längs venen i riktning mot hjärtat blir venen tom på blod, och när sista fingret avlägsnas, rusar blodet tillbaka, men blott till den närmast perifert om detta finger belägna venklaffen. Släpper man så det första fingret, fylls venen med blod i riktning mot venklaffen. Harvey bevisade att blodet gick genom artärerna till kroppens alla delar och via "anastomoser" över i venerna för att på den vägen återvända till hjärtat.
Harvey lyckades dock aldrig belägga dessa "anastomoser". Det var italienaren Marcello Malphigi som några år senare upptäckte något som såg ut som små tunna hår som fanns mellan artärer och vener. Han gav dem namnet kapillärer, vilket betyder att de liknar hår.
Harvey utgav även ett annat banbrytande arbete, nämligen det 1651 utgivna Exercitationes de generatione animalium, där han genom flera belägg visar att alla djur, även de som föder levande ungar, utvecklas ur ägg.